# سی‌اف‌ای‌وی گلندیل (وای‌تی‌بی ۶۴۱)
سی‌اف‌ای‌وی گلندیل (وای‌تی‌بی ۶۴۱) (به انگلیسی: CFAV Glendale (YTB 641)) یک کشتی است که طول آن ۲۸٫۹۵ متر (۹۵ فوت ۰ اینچ) می‌باشد. این کشتی در سال ۱۹۷۵ ساخته شد.